# Carl Hermann Köster von Kösteritz
Carl Hermann Köster von Kösteritz (* 18. September 1803 in Rexin, Kreis Stolp; † 11. April 1867 in Aachen) war ein deutscher Jurist und Politiker.

## Leben
Köster von Kösteritz war der Sohn von Carl Christoph Ludwig von Kösteritz, Landrat des Kreises Stolp. Er war evangelischer Konfession und war verheiratet. Nach dem Besuch des Pädagogischen Seminars in Halle studierte er von 1823 bis 1825 Rechtswissenschaft an der Universität zu Berlin.
Von 1832 bis 1834 war er Kammergerichtsassessor in Trier, von 1834 bis 1835 Staatsprokurator in Elberfeld und von 1835 bis 1836 Hilfsarbeiter im preußischen Finanzministerium in Berlin. Von 1836 bis 1844 arbeitete er als Staatsprokurator, zunächst in Elberfeld, von 1839 bis 1840 in Aachen und seit 1840 in Köln. Von 1844 bis 1855 war er Oberprokurator beim Landgericht, zunächst in Elberfeld, von Juni 1849 bis 1855 in Düsseldorf und seit 1855 in Köln.
Vom 18. November 1848 (für Alexander Pagenstecher) bis zum 20. Mai 1849 vertrat er den Wahlkreis 26. Provinz Rheinland (Elberfeld) in der Frankfurter Nationalversammlung. Im Parlament blieb er fraktionslos. Er gehörte zu den Abgeordneten, die Friedrich Wilhelm IV. zum Kaiser der Deutschen wählten.
Im Mai 1855 wurde Köster von Kösteritz auf eigenen Wunsch in den Ruhestand versetzt. Im Mai 1857 übernahm er, in der Nachfolge von Ludwig Henoch, die Direktion einer Spiegelfabrik in Aachen. Er starb in Folge eines Schlaganfalls am 11. April 1867.